# Quebrada de Humahuaca
Quebrada de Humahuaca – obszar obejmujący dolinę rzeki Rio Grande oraz okoliczne góry i obszary położony w prowincji Jujuy w Argentynie. Wpisany na listę światowego dziedzictwa UNESCO pod numerem 1116. Quebrada de Humahuaca położona jest pomiędzy wysokim płaskowyżem Puna na zachodzie, a wschodnimi wilgotnymi, ciepłymi terenami leśnymi ciągnącymi się wzdłuż wschodnich zboczy Andów od Peru przez Boliwię do północnej Argentyny zwanymi Yungas. Doliną rzeki Rio Grande biegnie także wpisany na listę UNECO ważny szlak kulturowy Qhapac Ñan. Quebrada de Humahuaca rozciąga się na przestrzeni około 155 km od źródeł Rio Grande w departamencie Cochinoca na wysokim zimnym płaskowyżu Andów w okolicach miejscowości Tres Cruces w departamencie Humahuaca do jej dopływu Rio León w okolicach miejscowości León w departamencie Doctor Manuel Belgrano. 
Dolina stanowi od około 10 tysięcy lat ważny trakt łączący wysokogórskie zimne tereny Andów z rozległymi równinami o umiarkowanym klimacie południowo-wschodniej Ameryki Południowej. Charakteryzuje się prawie niezmienionym przez człowieka środowiskiem naturalnym, w którym jednak widoczne są setki stanowisk archeologicznych. Świadczą one o tym, że dolina Quebrada de Humahuaca była używana jako główny szlak handlowy od czasów prehistorycznych. O jej liczącym ponad 100 wieków znaczeniu dla kultury świadczą liczne stanowiska od okresu późnego paleolitu, wczesnego neolitu, okresu prekolumbijskiego, Imperium Inków poprzez hiszpańskie miasta, osady i misje do miejsc związanych z walką i uzyskaniem niepodległości Argentyny.  Jednym z najciekawszych stanowisk archeologicznych w dolinie jest stanowisko w Coctaca. Obszar pól tarasowych należących do kultury Omaguaca rozciągał się na kilka kilometrów i według szacunków służył jako zaopatrzenie dla populacji liczącej około 10 tysięcy. Kolejnym ważnym stanowiskiem w Quebrada de Humahuaca jest Pucará de Tilcara. Znajdujące się około kilometra od miejscowości Tilcara wzgórze położone w dolinie rzeki Rio Grande. Stanowisko zostało odkryte w 1903 roku, a zrekonstruowane w latach pięćdziesiątych XX wieku.